# Campeonato do Mundo de Hóquei em Patins Masculino de 1982
O Campeonato Europeu de 1982 foi a 25.ª edição do Campeonato do Mundo de Hóquei em Patins .

## Fase de Grupos

### Grupo A
|     | Equipe        | Pts | J | V | E | D | GM | GS | DG  |
| --- | ------------- | --- | - | - | - | - | -- | -- | --- |
| 1.º | Espanha       | 8   | 4 | 4 | 0 | 0 | 33 | 3  | 30  |
| 2.º | Brasil        | 6   | 4 | 3 | 0 | 1 | 23 | 6  | 17  |
| 3.º | Alemanha      | 4   | 4 | 2 | 0 | 2 | 13 | 9  | 4   |
| 4.º | Nova Zelândia | 2   | 4 | 1 | 0 | 3 | 6  | 22 | -16 |
| 5.º | Venezuela     | 0   | 4 | 0 | 0 | 4 | 2  | 37 | -35 |

|               | Espanha | Brasil | Alemanha | Nova Zelândia | Venezuela |
| ------------- | ------- | ------ | -------- | ------------- | --------- |
| Espanha       |         |        |          |               |           |
| Brasil        | 1-6     |        |          |               |           |
| Alemanha      | 1-4     | 0-4    |          |               |           |
| Nova Zelândia | 1-10    | 0-8    | 1-2      |               |           |
| Venezuela     | 0-13    | 0-10   | 0-10     | 2-4           |           |

### Grupo B
|     | Equipe         | Pts | J | V | E | D | GM | GS | DG  |
| --- | -------------- | --- | - | - | - | - | -- | -- | --- |
| 1.º | Argentina      | 10  | 5 | 5 | 0 | 0 | 76 | 8  | 68  |
| 2.º | Estados Unidos | 8   | 5 | 4 | 0 | 1 | 48 | 12 | 36  |
| 3.º | Colômbia       | 5   | 5 | 2 | 1 | 2 | 21 | 34 | -13 |
| 4.º | França         | 4   | 5 | 1 | 2 | 2 | 19 | 26 | -7  |
| 5.º | Inglaterra     | 3   | 5 | 1 | 1 | 3 | 17 | 22 | -5  |
| 6.º | Japão          | 0   | 5 | 0 | 0 | 5 | 8  | 87 | -79 |

|                | Argentina | Colômbia | Estados Unidos | França | Inglaterra | Japão |
| -------------- | --------- | -------- | -------------- | ------ | ---------- | ----- |
| Argentina      |           |          |                |        |            |       |
| Colômbia       | 3-13      |          |                |        |            |       |
| Estados Unidos | 3-5       | 13-1     |                |        |            |       |
| França         | 1-9       | 3-3      | 3-6            |        |            |       |
| Inglaterra     | 0-8       | 0-5      | 2-4            | 5-5    |            |       |
| Japão          | 1-39      | 3-9      | 1-22           | 3-7    | 0-10       |       |

### Grupo C
|     | Equipe    | Pts | J | V | E | D | GM | GS  | DG   |
| --- | --------- | --- | - | - | - | - | -- | --- | ---- |
| 1.º | Portugal  | 8   | 4 | 4 | 0 | 0 | 77 | 5   | 72   |
| 2.º | Itália    | 6   | 4 | 3 | 0 | 1 | 48 | 14  | 34   |
| 3.º | Angola    | 3   | 4 | 1 | 1 | 2 | 39 | 21  | 18   |
| 4.º | Austrália | 3   | 4 | 1 | 1 | 2 | 32 | 21  | 11   |
| 5.º | Guatemala | 0   | 4 | 0 | 0 | 4 | 4  | 139 | -135 |

|           | Itália | Portugal | Austrália | Angola | Guatemala |
| --------- | ------ | -------- | --------- | ------ | --------- |
| Itália    |        |          |           |        |           |
| Portugal  | 6-1    |          |           |        |           |
| Austrália | 2-11   | 1-8      |           |        |           |
| Angola    | 6-7    | 2-11     | 1-1       |        |           |
| Guatemala | 0-29   | 1-52     | 1-28      | 2-30   |           |

### Grupo D
|     | Equipe  | Pts | J | V | E | D | GM | GS  | DG  |
| --- | ------- | --- | - | - | - | - | -- | --- | --- |
| 1.º | Holanda | 10  | 5 | 5 | 0 | 0 | 61 | 4   | 57  |
| 2.º | Chile   | 8   | 5 | 4 | 0 | 1 | 47 | 7   | 40  |
| 3.º | Suíça   | 6   | 5 | 3 | 0 | 2 | 47 | 16  | 31  |
| 4.º | México  | 4   | 5 | 2 | 0 | 3 | 20 | 33  | -13 |
| 5.º | Canadá  | 2   | 5 | 1 | 0 | 4 | 26 | 46  | -20 |
| 6.º | Irlanda | 0   | 5 | 0 | 0 | 5 | 6  | 101 | -95 |

|         | Países Baixos | Suíça | Chile | México | Canadá | República da Irlanda |
| ------- | ------------- | ----- | ----- | ------ | ------ | -------------------- |
| Holanda |               |       |       |        |        |                      |
| Suíça   | 1-7           |       |       |        |        |                      |
| Chile   | 0-4           | 3-2   |       |        |        |                      |
| México  | 0-9           | 1-4   | 0-9   |        |        |                      |
| Canadá  | 2-14          | 4-10  | 1-12  | 8-9    |        |                      |
| Irlanda | 1-27          | 1-30  | 0-23  | 3-10   | 1-11   |                      |

## 2.º Fase

### 13.º - 22.º Lugar
|      | Equipe        | Pts | J | V | E | D | GM  | GS  | DG   |
| ---- | ------------- | --- | - | - | - | - | --- | --- | ---- |
| 13.º | França        | 18  | 9 | 9 | 0 | 0 | 114 | 17  | 97   |
| 14.º | Inglaterra    | 15  | 9 | 7 | 1 | 1 | 95  | 21  | 74   |
| 15.º | Austrália     | 14  | 9 | 7 | 0 | 2 | 94  | 26  | 68   |
| 16.º | Nova Zelândia | 12  | 9 | 5 | 2 | 2 | 43  | 24  | 19   |
| 17.º | México        | 11  | 9 | 5 | 1 | 3 | 48  | 34  | 14   |
| 18.º | Japão         | 8   | 9 | 4 | 0 | 5 | 27  | 46  | -19  |
| 19.º | Canadá        | 6   | 9 | 3 | 0 | 6 | 40  | 42  | -2   |
| 20.º | Venezuela     | 4   | 9 | 2 | 0 | 7 | 22  | 52  | -30  |
| 21.º | Irlanda       | 1   | 9 | 0 | 1 | 8 | 16  | 111 | -95  |
| 22.º | Guatemala     | 1   | 9 | 0 | 1 | 8 | 10  | 136 | -126 |

|               | República da Irlanda | Canadá | Guatemala | Inglaterra | Austrália | México | Venezuela | Nova Zelândia | Japão | França |
| ------------- | -------------------- | ------ | --------- | ---------- | --------- | ------ | --------- | ------------- | ----- | ------ |
| Irlanda       |                      |        |           |            |           |        |           |               |       |        |
| Canadá        | 8-1                  |        |           |            |           |        |           |               |       |        |
| Guatemala     | 3-3                  | 2-14   |           |            |           |        |           |               |       |        |
| Inglaterra    | 24-0                 | 13-3   | 26-0      |            |           |        |           |               |       |        |
| Austrália     | 19-2                 | 5-3    | 26-0      | 4-8        |           |        |           |               |       |        |
| México        | 14-2                 | 5-4    | 14-1      | 1-5        | 1-10      |        |           |               |       |        |
| Venezuela     | 9-3                  | 1-3    | 5-2       | 2-6        | 1-10      | 0-4    |           |               |       |        |
| Nova Zelândia | 9-2                  | 7-3    | 13-1      | 1-1        | 2-3       | 2-2    | 4-1       |               |       |        |
| Japão         | 4-1                  | 1-0    | 8-0       | 0-7        | 3-12      | 1-7    | 7-1       | 1-5           |       |        |
| França        | 21-0                 | 7-2    | 27-1      | 10-5       | 6-5       | 7-0    | 13-2      | 10-0          | 13-2  |        |

### Apuramento de Campeão
|      | Equipe         | Pts | J  | V  | E | D  | GM | GS | DG  |
| ---- | -------------- | --- | -- | -- | - | -- | -- | -- | --- |
| 1.º  | Portugal       | 21  | 11 | 10 | 1 | 0  | 59 | 15 | 44  |
| 2.º  | Espanha        | 18  | 11 | 8  | 2 | 1  | 60 | 23 | 37  |
| 3.º  | Argentina      | 18  | 11 | 9  | 0 | 2  | 37 | 16 | 21  |
| 4.º  | Chile          | 14  | 11 | 5  | 4 | 2  | 45 | 28 | 17  |
| 5.º  | Itália         | 14  | 11 | 6  | 2 | 3  | 43 | 27 | 16  |
| 6.º  | Estados Unidos | 11  | 11 | 4  | 3 | 4  | 32 | 33 | -1  |
| 7.º  | Alemanha       | 9   | 11 | 4  | 1 | 6  | 26 | 28 | -2  |
| 8.º  | Suíça          | 9   | 11 | 4  | 1 | 6  | 21 | 34 | -13 |
| 9.º  | Holanda        | 8   | 11 | 3  | 2 | 6  | 25 | 32 | -7  |
| 10.º | Brasil         | 6   | 11 | 2  | 2 | 7  | 38 | 42 | -4  |
| 11.º | Angola         | 2   | 11 | 1  | 0 | 10 | 13 | 65 | -52 |
| 12.º | Colômbia       | 2   | 11 | 1  | 0 | 10 | 29 | 85 | -56 |

|                | Colômbia | Suíça | Angola | Argentina | Itália | Estados Unidos | Chile | Brasil | Alemanha | Países Baixos | Espanha | Portugal |
| -------------- | -------- | ----- | ------ | --------- | ------ | -------------- | ----- | ------ | -------- | ------------- | ------- | -------- |
| Colômbia       |          |       |        |           |        |                |       |        |          |               |         |          |
| Suíça          | 7-5      |       |        |           |        |                |       |        |          |               |         |          |
| Angola         | 4-1      | 1-3   |        |           |        |                |       |        |          |               |         |          |
| Argentina      | 10-5     | 4-1   | 6-0    |           |        |                |       |        |          |               |         |          |
| Itália         | 3-1      | 3-0   | 16-1   | 1-4       |        |                |       |        |          |               |         |          |
| Estados Unidos | 5-6      | 1-1   | 4-0    | 1-3       | 0-0    |                |       |        |          |               |         |          |
| Chile          | 7-3      | 5-1   | 4-2    | 0-1       | 6-6    | 2-2            |       |        |          |               |         |          |
| Brasil         | 13-3     | 2-3   | 5-1    | 1-4       | 1-4    | 4-5            | 5-5   |        |          |               |         |          |
| Alemanha       | 4-1      | 1-0   | 7-0    | 0-1       | 3-4    | 4-5            | 0-4   | 2-2    |          |               |         |          |
| Holanda        | 5-4      | 2-3   | 2-1    | 0-1       | 2-3    | 1-4            | 2-7   | 5-1    | 2-4      |               |         |          |
| Espanha        | 9-0      | 6-1   | 12-1   | 4-3       | 6-2    | 6-4            | 2-2   | 5-3    | 5-0      | 2-2           |         |          |
| Portugal       | 18-0     | 4-1   | 5-2    | 3-0       | 3-1    | 6-1            | 4-3   | 6-1    | 3-1      | 2-2           | 5-3     |          |

## Classificação final
| Lugar | Seleção        |
| ----- | -------------- |
|       | Portugal       |
|       | Espanha        |
|       | Argentina      |
| 4     | Chile          |
| 5     | Itália         |
| 6     | Estados Unidos |
| 7     | Alemanha       |
| 8     | Suíça          |
| 9     | Holanda        |
| 10    | Brasil         |
| 11    | Angola         |
| 12    | Colômbia       |
| 13    | França         |
| 14    | Inglaterra     |
| 15    | Austrália      |
| 16    | Nova Zelândia  |
| 17    | México         |
| 18    | Japão          |
| 19    | Canadá         |
| 20    | Venezuela      |
| 21    | Irlanda        |
| 22    | Guatemala      |

| Campeões Mundiais 1982 |
| ---------------------- |
| Portugal               |
| PORTUGAL 12.º          |